# Alterosa (geslacht)
Alterosa is een geslacht van schietmotten van de familie Philopotamidae.

## Soorten
- A. beckeri RJ Blahnik, 2005
- A. bocainae RJ Blahnik, 2005
- A. boraceiae RJ Blahnik, 2005
- A. caparaonensis RJ Blahnik, 2005
- A. escova RJ Blahnik, 2005
- A. falcata RJ Blahnik, 2005
- A. fimbriata RJ Blahnik, 2005
- A. flinti RJ Blahnik, 2005
- A. fluminensis RJ Blahnik, 2005
- A. guapimirim RJ Blahnik, 2005
- A. holzenthali RJ Blahnik, 2005
- A. intervales RJ Blahnik, 2005
- A. itatiaiae RJ Blahnik, 2005
- A. jordaensis RJ Blahnik, 2005
- A. marinonii (GL de Almeida & M Duarte, 2003)
- A. orgaosensis RJ Blahnik, 2005
- A. paprockii RJ Blahnik, 2005
- A. sanctaeteresae RJ Blahnik, 2005
- A. sanctipauli (OS Flint, 1971)
- A. schadrackorum RJ Blahnik, 2005
- A. tripuiensis RJ Blahnik, 2005
- A. truncata RJ Blahnik, 2005